# Adrien Deghelt
Adrien Deghelt, född 10 maj 1985 i Namur, är en belgisk häcklöpare.
Vid de europeiska inomhusmästerskapen i friidrott 2011 i Paris vann han brons på 60 meter häck.